# موج گرمای ۲۰۲۳ آسیا
از آوریل ۲۰۲۳، موج گرمای رکوردشکنی عمده کشورهای آسیایی از جمله هند، بنگلادش، چین، تایلند و ویتنام را تحت تأثیر قرار داده‌است. گرما در چند منطقه رکوردهای جدیدی را ثبت کرده. موج گرما باعث مرگ‌ومیر ناشی از گرمازدگی گردیده و هشدارهای بهداشتی و قطع برق در کشورهای مختلف را به دنبال داشته‌است.